# 원흥 (동진)
원흥(元興)은 중국 동진(東晉) 안제(安帝)의 두 번째 연호이다. 402년에서 404년까지 3년 동안 사용하였다. 402년 3월에 원흥 연호를 폐지하고 융안 6년을 사용하였다가 곧 대형(大亨)으로 개원하여 실제로는 402년 정월에서 3월까지 3개월 동안 사용되었다. 그러나 405년에 안제가 복위한 후에 환현(桓玄)이 사용한 융안 6년, 대형(大亨 : 402년 ~ 403년), 건시(建始 : 403년), 영시(永始 : 403년 ~ 404년)의 4개 연호가 폐지되고 402년부터 404년까지를 원흥 연간으로 사용하였다.
같은 시기에 사용된 다른 연호로는 후연(後燕)에서 사용한 광시(光始 : 401년 ~ 406년), 후진(後秦)에서 사용한 홍시(弘始 : 399년 ~ 416년), 후량(後凉)에서 사용한 신정(神鼎 : 401년 ~ 403년), 북량(北凉)에서 사용한 영안(永安 : 401년 ~ 412년), 남량(南凉)에서 사용한 건화(建和 : 400년 ~ 402년), 홍창(弘昌 : 402년 ~ 404년), 남연(南燕)에서 사용한 건평(建平 : 400년 ~ 405년), 서량(西凉)에서 사용한 경자(庚子 : 400년 ~ 404년), 북위(北魏)에서 사용한 천흥(天興 : 398년 ~ 404년), 천사(天賜 : 404년 ~ 409년)가 있다. 중국 이외의 다른 국가에서 사용한 연호로는 고구려(高句麗)에서 사용한 영락(永樂 : 391년 ~ 412년)이 있다.

## 개원
원흥(元興) 원년 1월 1일(402년 2월 18일)에 연호를 원흥(元興)으로 개원함.

## 연대대조표
| 원흥                | 원년                           | 2년        | 3년                 | 4년        |
| 서력                | 402년                          | 403년      | 404년               | 405년      |
| 육십간지 (六十干支) | 임인(壬寅)                     | 계묘(癸卯) | 갑진(甲辰)          | 을사(乙巳) |
| 후연 (後燕)         | 광시(光始) 2년                 | 3년        | 4년                 | 5년        |
| 후진 (後秦)         | 홍시(弘始) 4년                 | 5년        | 6년                 | 7년        |
| 후량 (後凉)         | 신정(神鼎) 2년                 | 3년        | -                   | -          |
| 북량 (北凉)         | 영안(永安) 2년                 | 3년        | 4년                 | 5년        |
| 남량 (南凉)         | 건화(建和) 3년 홍창(弘昌) 원년 | 2년        | 3년                 | 4년        |
| 남연 (南燕)         | 건평(建平) 3년                 | 4년        | 5년                 | 6년        |
| 서량 (西凉)         | 경자(庚子) 3년                 | 4년        | 5년                 | 6년        |
| 북위 (北魏)         | 천흥(天興) 5년                 | 6년        | 7년 천사(天賜) 원년 | 2년        |
| 고구려 (高句麗)     | 영락(永樂) 12년                | 13년       | 14년                | 15년       |

## 삭일(1일)
| 원흥 원년 (402년) | 1월             | 2월             | 3월             | 4월             | 5월             | 6월             | 7월             | 8월             | 9월             | 10월            | 11월            | 12월            |                 |
| ----------------- | --------------- | --------------- | --------------- | --------------- | --------------- | --------------- | --------------- | --------------- | --------------- | --------------- | --------------- | --------------- | --------------- |
| 삭일(음력)        | 경오일 (庚午日) | 경자일 (庚子日) | 기사일 (己巳日) | 기해일 (己亥日) | 무진일 (戊辰日) | 무술일 (戊戌日) | 무진일 (戊辰日) | 정유일 (丁酉日) | 정묘일 (丁卯日) | 병신일 (丙申日) | 병인일 (丙寅日) | 을미일 (乙未日) |                 |
| 율리우스력        | 402년 2월 18일  | 3월 20일        | 4월 18일        | 5월 18일        | 6월 16일        | 7월 16일        | 8월 15일        | 9월 13일        | 10월 13일       | 11월 11일       | 12월 11일       | 403년 1월 9일   |                 |
| 원흥 2년 (403년)  | 1월             | 2월             | 3월             | 4월             | 5월             | 6월             | 7월             | 8월             | 9월             | 10월            | 11월            | 12월            |                 |
| 삭일(음력)        | 을축일 (乙丑日) | 갑오일 (甲午日) | 갑자일 (甲子日) | 계사일 (癸巳日) | 계해일 (癸亥日) | 임진일 (壬辰日) | 임술일 (壬戌日) | 신묘일 (辛卯日) | 신유일 (辛酉日) | 신묘일 (辛卯日) | 경신일 (庚申日) | 경인일 (庚寅日) |                 |
| 율리우스력        | 403년 2월 8일   | 3월 9일         | 4월 8일         | 5월 7일         | 6월 6일         | 7월 5일         | 8월 4일         | 9월 2일         | 10월 2일        | 11월 1일        | 11월 30일       | 12월 30일       |                 |
| 원흥 3년 (404년)  | 1월             | 2월             | 3월             | 4월             | 5월             | 윤5월           | 6월             | 7월             | 8월             | 9월             | 10월            | 11월            | 12월            |
| 삭일(음력)        | 기미일 (己未日) | 기축일 (己丑日) | 무오일 (戊午日) | 무자일 (戊子日) | 정사일 (丁巳日) | 정해일 (丁亥日) | 병진일 (丙辰日) | 병술일 (丙戌日) | 을묘일 (乙卯日) | 을유일 (乙酉日) | 갑인일 (甲寅日) | 갑신일 (甲申日) | 계축일 (癸丑日) |
| 율리우스력        | 404년 1월 28일  | 2월 27일        | 3월 27일        | 4월 26일        | 5월 25일        | 6월 24일        | 7월 23일        | 8월 22일        | 9월 20일        | 10월 20일       | 11월 18일       | 12월 18일       | 405년 1월 16일  |
| 원흥 4년 (405년)  | 1월             | 2월             | 3월             | 4월             | 5월             | 6월             | 7월             | 8월             | 9월             | 10월            | 11월            | 12월            |                 |
| 삭일(음력)        | 계미일 (癸未日) | 계축일 (癸丑日) | 임오일 (壬午日) | 임자일 (壬子日) | 신사일 (辛巳日) | 신해일 (辛亥日) | 경진일 (庚辰日) | 경술일 (庚戌日) | 기묘일 (己卯日) | 기유일 (己酉日) | 무인일 (戊寅日) | 무신일 (戊申日) |                 |
| 율리우스력        | 405년 2월 15일  | 3월 17일        | 4월 15일        | 5월 15일        | 6월 13일        | 7월 13일        | 8월 11일        | 9월 10일        | 10월 9일        | 11월 8일        | 12월 7일        | 406년 1월 6일   |                 |

## 같이 보기
- 다른 왕조의 같은 연호
  - 후한(後漢) 원흥(105년)
  - 손오(孫吳) 원흥(264년 ~ 265년)

- 중국의 연호